# Луїш де Алмейда
Луїш де Алмейда (порт. Luis de Almeida, 1525–1583) — португальський чернець-єзуїт, місіонер, лікар. Першим познайомив японців із європейською хірургією.

## Біографія
Народився у Лісабоні, в єврейській родині, що прийняла католицизм. 1546 р. закінчив Лісабонський університет.
1552 р. прибув до Японії як купець разом з Косме де Торесом, суперіором єзуїтської місії в Японії. 1556 р. став членом Товариства Ісуса. 1557 р. відкрив лікарню та у місті Фунай у провінції Бунґо.
У 1562–1563 рр. працював на острові Кюсю, займаючись євангелізацією і лікуванням населення. 1565 р. побував у Кіото та Нарі. 1580 р. призначений суперіором регіону Амакуса на заході Кюсю. Помер у Кавачі, Амакуса.